# Bedre enn sitt rykte
Bedre enn sitt rykte är en norsk svartvit dramafilm från 1955 i regi av Edith Carlmar. I huvudrollen som Dag ses Magne Bleness.

## Handling
Den unge Dag förälskar sig i sin fransklärare, fröken Strøm. Det blir kärlek med förvecklingar då Dags vän Karin också är förälskad i honom, medan vännen Roald är förälskad i Karin.

## Rollista
- Magne Bleness – Dag
- Kari Nordseth – Tone Strøm, fransklärare
- Vigdis Røising – Karin
- Atle Merton – Roald
- Unni Bernhoft – Mona
- Synnøve Strigen – Gerd
- Odd Borg – Per
- Per Christensen – Leif
- Wilfred Werner – revychefen
- Jan Halvorsen – russpresident
- Sonja Lid – russprinsessa
- Knut Bohwim – pianisten
- Anders Sundby – rektor
- Karl-Ludvig Bugge – engelsklektor "Knirken"
- Einar Vaage – Vik, rektor
- Lalla Carlsen – fröken Hansen, lektor
- Olav Paus Grundt – Sensor
- Lilly Larson Lund – Dags mor
- Signe Bernau – Karins mor
- Otto Carlmar – Karins far
- Didi Grimsgaard – Karins syster
- Bjørn Erik Eriksen – Fredrikstadsruss
- Tove Fyrwald – Fredrikstadsruss
- Erik Eriksen – chauffören

## Om filmen
Bedre enn sitt rykte producerades av Otto Carlmar för hans eget bolag  Carlmar Film AS. Filmen regisserades av hans fru Edith Carlmar efter ett manus av Otto Carlmar, baserat på ett originalmanus av Eva Seeberg. Fotograf var Mattis Mathiesen och klippare Olav Engebretsen. Musiken komponerades av Christian Hartmann och framfördes med Øivind Bergh som dirigent. Filmen hade premiär den 12 september 1955 i Norge.